# Kommer en vreugd
Kommer en vreugd is een zesdelig hoorspel van Dick Walda. De VARA zond het uit vanaf woensdag 24 november 1976, van 16:03 uur tot 16:45 uur. De regisseur was Ad Löbler.

## Rolbezetting
- Paul van der Lek (Andries Nachtegaal)
- Willy Brill (zijn vrouw Coba)
- Frans Somers (Sjaak Nachtegaal)
- Hans Karsenbarg (Fons)
- Gerrie Mantel (Tilly)
- Paula Majoor (Jannie, vrouw van Sjaak)
- Fé Sciarone (Eva)
- Maria Lindes (buurvrouw Takkebos)
- Tonny Foletta (de stadhuisbode, een voorman en de caféhouder)
- Willy Ruys (de vader van de bruid & een makelaar)
- Tine Medema (een vrouw bij de telefooncel)
- Eva Janssen (een vrouw in de tram en de hoofdverpleegster)
- Jan Borkus (oom Joris)
- Huib Orizand (de man van “Bloemetje thuis”, een koppelbaas en meneer Boring)
- Donald de Marcas (de dokter)
- Olaf Wijnants (Herman)
- Cees van Ooyen (Hamir en een dierenhandelaar en een man)
- Els Buitendijk (een verpleegster)
- Trudy Libosan (een verpleegster)
- Joke Reitsma-Hagelen (een meisje)
- Frans Vasen (een man en een kelner)
- Corry van der Linden (Doortje)
- Bernard Droog (dr. De Haan)
- Hans Veerman (een verkoper)

## Inhoud
Een man, Andries Nachtegaal, zijn vrouw Coba en enige kinderen hebben allen iets problematisch. Eentje zit zelfs in de gevangenis. Een van de zonen woont met zijn vrouw bij zijn ouders in. Een dochter is leerling-verpleegster en heeft in haar dagelijks werk wat bittere pillen te slikken. Bovendien heeft Andries een vriendin. Alleen één punt is wat raadselachtig: over de oorlog wil Andries Nachtegaal liever niet praten…